# 大默尔森
大默尔森是德国图林根州的一个市镇。总面积4.99平方公里，总人口232人，其中男性115人，女性117人（2011年12月31日），人口密度46人/平方公里。